# Trojan Range
Die Trojan Range ist ein Gebirgszug auf der Anvers-Insel im Palmer-Archipel westlich der Antarktischen Halbinsel. er erstreckt sich vom Mount Français nach Norden entlang der Ostflanke des Iliad-Gletschers.
Der Falkland Islands Dependencies Survey nahm 1955 Vermessungen vor. Das UK Antarctic Place-Names Committee benannte das Gebirge 1955 nach dem Volk der Trojaner aus Homers Ilias.